# Leucanthemopsis flaveola subsp. alpestris
Leucanthemopsis flaveola subsp. alpestris é uma subespécie de planta com flor pertencente à família Asteraceae. 
A autoridade científica da subespécie é (Mariz) Franco, tendo sido publicada em Nova Fl. Portugal 2: 407, 570 (1984).

## Portugal
Trata-se de uma subespécie presente no território português, nomeadamente em Portugal Continental.
Em termos de naturalidade é endémica da região atrás referida.

## Protecção
Não se encontra protegida por legislação portuguesa ou da Comunidade Europeia.